# 木上益治
木上益治（日语：／ Kigami Yoshiji，1957年12月28日—2019年7月18日），日本男性動畫師、動畫演出家、動畫導演。京都動畫董事。出身於大阪府。

## 生平
木上益治從小看了華特·迪士尼作品、手塚治虫動畫以及《蝙蝠俠》和《蜘蛛人》等美國漫畫後，立志成為動畫師。
他打工兩年存夠學費後，考入了東京的專門學校東京設計師學院，一邊上學，一邊在加油站打工。1979年，還在上學的他在雜誌上看到了SHIN-EI動畫的招聘廣告，申請並被錄取，之後便從專門學校退學。與他同期的有大塚正實、及小他一屆的奈須川充。
在SHIN-EI動畫公司，他僅用兩年時間就晉升為作畫監督，而這個職位通常需要加入公司後有8到10年的工作經驗，在負責《怪物小王子》系列的同時，他還在晚上從事其他動畫工作。
1982年，他和6位同事獨立創立了「動物屋（現Eclat Animal）」。那時，他已在業界小有名氣，有人說他「沒有什麼是木上畫不出來的」，有時還會專門接到他的工作邀請。
1990年，他離開動物屋，因為他想「在家鄉大阪照顧母親」。隔年，他加入京都動畫，成為公司快速發展的重要推手。他也致力於培養年輕的動畫師，包括在京都動畫專業訓練學校動畫科的講師。
2019年7月18日，木上捲入京都動畫縱火事件中。之後他的生死不明狀況依然持續，到了8月2日，京都府警方在其家人同意下宣布其死亡。享壽61歲。
他過世後，木上生前繪製的唯一一本繪本（1989年由動物屋自費出版）被本多敏行等昔日同事改編成動畫，並於2024年完成上映。

## 參加作品

### 電視動畫
1980年
- 怪物小王子 (1980年版)（—1981年，原畫）

1982年
- 猿飛小忍者（日语：さすがの猿飛）（—1984年，原畫）
- SPACE COBRA（—1983年，原畫）

1983年
- 貓♥眼（—1985年，原畫）

1984年
- GALACTIC PATROL 銀河戰士（—1985年，分鏡）

1985年
- 三國志（日语：三国志 (日本テレビ)）（佈局、原畫）
- 高校！奇面組（日语：ハイスクール!奇面組）（—1987年，分鏡、原畫）

1986年
- 機器人阿丁 (1986年版)（日语：ロボタン）（作畫監督）

1990年
- 八百八町表裏 化妝師（日语：八百八町表裏 化粧師）（—1991年，作畫監督）

1992年
- 詛咒的連衣裙（日语：内田春菊の呪いのワンピース）（導演、作畫監督）

1997年
- 貓狐警探（日语：はいぱーぽりす）（分鏡、演出）※梅庵名義。

1998年
- 力石戰士（分鏡、演出）※梅庵名義。
- Generator Gawl（日语：ジェネレイターガウル）（分鏡、演出、原畫）※三好一郎名義。

1999年
- 週刊故事樂園（日语：週刊ストーリーランド）（—2001年，分鏡、演出、作畫監督、原畫）※多田文男名義。

2001年
- SAMURAI GIRL 武俠派女高中生（作畫監督、原畫）※三好一郎名義。

2003年
- 驚爆危機？校園篇（分鏡、演出／作畫監督）※三好一郎／多田文男名義。

2004年
- AIR（分鏡、演出）※三好一郎名義。

2005年
- 驚爆危機！The Second Raid（分鏡、演出／原畫）※三好一郎／多田文男名義。

2006年
- Kanon (第2作)（—2007年，分鏡／原畫）※三好一郎／多田文雄名義。

2007年
- 幸運☆星（分鏡、演出／作畫監督）※三好一郎／多田文男名義。
- CLANNAD（分鏡、演出、原畫／原畫）※三好一郎／多田文雄名義。

2009年
- 仰望天空的少女瞳中的世界（導演、劇本統籌、編劇、分鏡、演出、OP分鏡&演出）
- K-ON！輕音部（原畫）※多田文雄名義。
- 涼宮春日的憂鬱 (2009年版)（分鏡、演出）※三好一郎名義。

2010年
- K-ON!! 輕音部（分鏡、演出、原畫／原畫）※三好一郎／多田文雄名義。

2011年
- 日常（分鏡、演出）※三好一郎名義。

2012年
- 冰（分鏡、演出／原畫）※三好一郎／多田文雄名義。
- 中二病也想談戀愛！（分鏡、演出）※三好一郎名義。

2013年
- 玉子市場（分鏡、演出／原畫）※三好一郎／多田文雄名義。
- Free！（演出／原畫）※三好一郎／多田文雄名義。

2014年
- 中二病也想談戀愛！戀（原畫、OP原畫、ED原畫）※多田文雄名義。

2015年
- 吹響吧！上低音號（分鏡、演出）※三好一郎名義。

2016年
- 無彩限的幻影世界（演出）※三好一郎名義。
- 吹響吧！上低音號2（分鏡、演出）※三好一郎名義。

2017年
- 小林家的龍女僕（分鏡、演出）※三好一郎名義。

2018年
- 紫羅蘭永恆花園（分鏡、演出）※三好一郎名義。

### 電影動畫
1980年
- 哆啦A夢：大雄的恐龍（動畫）

1983年
- 哆啦A夢：大雄的海底鬼岩城（原畫）

1984年
- 超人洛克（日语：超人ロック）（原畫）
- 超時空要塞：愛，還記得嗎？（原畫）

1985年
- 哆啦A夢：大雄的宇宙小戰爭》（原畫）

1987年
- 奇羅奴普的狐狸（原畫）

1988年
- AKIRA（原畫）
- 劇場版 魁!! 男塾（原畫）
- 螢火蟲之墓（原畫）

1989年
- 哆啦A夢：大雄的日本誕生（原畫）
- 哆啦美：迷你哆啦SOS（原畫）

1990年
- 哆啦A夢：大雄與惑星之謎（原畫）
- 櫻桃小丸子：友情歲月（日语：ちびまる子ちゃん (映画)）（原畫）

1991年
- 頑皮鼠的海上歷險（日语：ガンバの冒険）（原畫）

1992年
- 哆啦A夢：大雄與雲之王國（原畫）

1993年
- 蠟筆小新：動感超人VS高衩魔王（原畫）

1994年
- 酸梅星王子：來自宇宙的盡頭～乓啪囉乓！（佈局）

1995年
- 蠟筆小新：雲黑齋的野心（原畫）

1996年
- 新橙路 capricious orange road 接著，那個夏天開始（作畫監督）

1999年
- 蠟筆小新：爆發！溫泉激烈大決戰（原畫）

2001年
- 蠟筆小新：風起雲湧 猛烈！大人帝國的反擊（原畫）
- 哆啦A夢：大雄與翼之勇者（OP分鏡&演出&作畫監督／原畫）※木上益治／多田文男名義。

2009年
- 天上人與亞克托人最後的戰鬥（導演、構成、編劇、分鏡、演出）

2010年
- 涼宫春日的消失（佈局監修、原畫）

2011年
- 劇場版 K-ON！輕音部（佈局監修、原畫）

2014年
- 玉子愛情故事（原畫）

2016年
- High☆Speed！ -Free！Starting Days-（原畫）
- 劇場版 吹響吧！上低音號 ～歡迎加入北宇治高中管樂團～（分鏡、演出）
- 劇場版 聲之形（分鏡、原畫）

2017年
- 劇場版 吹響吧！上低音號 ～想要傳達的旋律～（分鏡、演出）

2018年
- 劇場版 中二病也想談戀愛！ -Take On Me-（原畫）
- 莉茲與青鳥（原畫）※多田文男名義。

2019年
- 劇場版 吹響吧！上低音號～誓言的終章～（支援人員）

### OVA等
1989年
- （動畫）

1990年
- 無敵超級豪華人（日语：ウルトラ・スーパー・デラックスマン）（原畫）

1992年
- 新·同棲時代（作畫監督）

1998年
- 老爺爺的花火（人權啟發作品，導演）

2002年
- 捍衛者21（分鏡、演出、作畫監督）※三好一郎／多田文男名義。

2003年
- MUNTO（導演、編劇、演出、人物原案）

2005年
- MUNTO 穿越時空之壁（導演、編劇、分鏡、演出）

2006年
- 驚爆危機！The Second Raid 特別版 OVA 戰隊長悠閒的一天（原畫）

2011年
- 京都動畫廣告「繡球花篇」（原畫）

2012年
- 京都動畫廣告「發想篇」（分鏡、演出、原畫）※三好一郎／多田文男名義。

2013年
- 京都動畫廣告「游泳篇」（原畫）多田文男名義。

2017年
- 巴加的工作室（導演、原畫）※三好一郎／多田文雄名義[13]

### 遊戲
1998年
- Dancing Blade 任性桃天使！（原畫）

1999年
- Dancing Blade 任性桃天使！II ～Tears of Eden～（原畫）

2002年
- 實況野球9（OP導演&分鏡&作畫監督）

2003年
- 實況野球10（日语：実況パワフルプロ野球10）（OP作畫監督）

### 漫畫
- MUNTO ～夢見悖論～（2006年，《Dragon Age Pure》2006年3月號）（編劇）

### 插畫
- DRAGON GEAR（1989年12月1日，〈艾尼克斯文庫（日语：エニックス文庫）〉） ※名義[2]。
- （1989年）

## 評價
- 曾與他合作過電影《AKIRA》原作動畫的沖浦啓之評價道，「在京都，如果你看著木上益治的背影，你就能理解成為一名動畫師的一切意義」[14]。
- 井上俊之評論道「他是我的新人對手，但我從來沒能贏過他。從動畫的角度來看，我仍然贏不過他」[15]。
- SHIN-EI動畫的執行董事山田俊秀（日语：山田俊秀）評論道「他能創作出別人畫不出的場景。他的繪畫技巧堪稱天才」[5]。
- 他在動物屋時期的前輩福富博評論道「他的畫作以乾淨、堅定的線條為特點」、「他是少數既能為成人作畫又能為兒童作畫的天才之一」[2]。
- 曾在京都動畫接受訓練的上宇都辰夫形容他的繪畫「非常立體，就好像角色是從屏幕中跳出來的一樣」，並表示他學會了「在每個鏡頭和場景中都發揮到淋漓盡致」，並且「將畫面呈現為站在觀眾的角度，而不是以自我滿足結束」[16]。
- 木上在動物屋時期的後輩奈須川充（日语：奈須川充）評價木上的努力程度「就像棒球界的一朗」，並說道「木上的進化速度是爆炸性的，我以為我不可能趕上」[2][7]。
- 1979年，當時在SHIN-EI動畫工作的本多敏行（日语：本多敏行）被當時的社長稱讚「我們這裡有個畫得很棒的人」，並向他展示了木上面試時帶來的一本肖像素描本。基於木上的繪畫能力和構圖，本多覺得「沒有其他人能表達這樣的世界觀」，並立即推薦了他[16][7]。他還推測「雖然木上能夠創作各種各樣的作品，但他可能真正想創作的是一部溫暖的、適合小孩子的動畫」[2]。
- 2019年7月下旬的守靈儀式上，紀上的母親繼續哭泣，京都動畫社長八田英明說道「他是日本最棒的動畫師」[17]。
- 木上在SHIN-EI動畫時的後輩原惠一，在木上轉投京都動畫後，仍繼續請他繪製《蠟筆小新》等作品中的重要場景。對於《大人帝國的反擊》中夕陽町商店街的人群場景，他評論道「電影非常精彩，它細緻而生動地描繪了這麼多人——走路的人、騎自行車的人、購物的人」[18]。

## 逸事
- 他喜歡喝酒，也愛吃甜食。他討厭洗衣服，內衣和毛衣穿了幾天就丟掉，再買新的[2]。
- 他熱愛職業摔跤，尤其喜歡觀看。有一天，在一家壽司店，他把酒潑到了坐在他旁邊的一位顧客身上，因為這位顧客正在說安東尼奧·豬木和職業摔角的壞話[2]。
- 他每天的日常就是戴著耳機聽南方之星的歌，同時用鉛筆畫畫[1]。
- 新人時期於《哆啦A夢》以動畫一職，在野比大雄手持秘傳之劍的場景中，加入了負責原畫的本多敏行未指定的「暈眩」動作[4][7]。儘管這可能被視為越級的行為，但本多說他已經承認木上的實力了[4][7]。甚至在《猿飛小忍者（日语：さすがの猿飛）》第28話升任原畫後，負責演出的人指示他分鏡只畫「踢」的動作，卻被誇大畫成「迴旋踢」[16]。
- 年輕時熱衷於研究其它公司製作的動畫作品。經常不斷播放錄影帶持續觀看，直到屏幕上出現噪音[16]。本人討厭被稱為天才，經常抱怨別人不知道他在幕後付出了很多努力[2]。
- 1987年，動畫屋的首任社長真田芳房49歲肝硬化去世。公司為他購買了600萬日圓的人壽保險，但他的家人不接受，稱這筆錢應該歸公司所有。兩年後，公司用保險金製作並出版了一本名為的圖畫書，限量發行1000冊。當時，木上負責編劇、作畫、角色設計，他還為7部未公佈的續集撰寫劇本並繪製插圖[2][4]。
- 他的口頭禪是「不要妥協，堅持自己的信念」[8]，甚至在製作劇本分鏡時，他有時也會未經允許就更改結局[19]。
- 他負責京都動畫的招募、晉升和作畫工作，只有經過木上批准的員工才能晉升為主要原畫和演出[19]。
- 在他40年的動畫師生涯中，他只執導過幾部作品。因為他非常重視下一代的培養，他常說「比我有趣的工作人員太多了，我不能再當導演了」。他很不情願地擔任了《MUNTO》系列的導演，是被社長八田英明和他的妻子強迫這麼做的[19]。
- 他解釋說，為了提高繪畫速度，將成品形象化比技術至上更重要[20]。
- 在京都動畫，員工們會在正常工作時間開始後立即離開辦公室。山本寬推測，這種做法，加上員工必須按時完成工作的原則，為年輕的動畫師提供了研究在木上的桌子和垃圾桶裡找到的圖紙的機會[21]。
- 2000年左右，京都動畫開始籌劃首部原創動畫作品，以《戴斗笠的地藏（日语：笠地蔵）》為原型的童話故事改編作品。儘管木上繪製了分鏡，甚至還製作了一部試映電影，但該項目最終被擱置，因為它被認為過於文學化，缺乏亮點，難以銷售。山本寬稱，沒有製作《戴斗笠的地藏》是「京都動畫最大的錯誤」。而是計劃推出《MUNTO》系列[6][19]。
- 他不願透露真名，使用了多個筆名[2]。作為動畫師，他被稱為「多田文雄（多田文男）」；作為演出，他被稱為「三好一郎」或「梅庵」。他傾向於為京都動畫製作或外部承包的電視動畫作品使用不同的筆名[19]。他也以筆名為艾尼克斯文庫（日语：エニックス文庫）的小說《DRAGON GEAR》繪製插圖，這個筆名源自於日文中「砂糖與鹽」的漢字[2]。
- 他對音效或音樂一無所知，經山本寬證實，由於導演木上總是保持沉默，所以他代替導演給了指示[22]。
- 他與京都動畫的一名女員工結婚[2]。

## 相關項目
- 日本動畫師列表（日语：アニメ関係者一覧）
- 京都動畫
- SHIN-EI動畫

## 外部連結
- ，存于 （日語）